# Tereki Tanácsköztársaság
A Tereki Tanácsköztársaság (oroszul: Терская Советская Республика) (1918. március – 1918. július) az Orosz Szovjet Szocialista Szövetségi Köztársaság egyik tagállama volt, amelyet a Tereki Határterület helyén hoztak létre. Székhelye Pjatyigorszk, majd Vlagyikavkaz volt. 1918 júliusában beolvasztották az Észak-kaukázusi Tanácsköztársaságba.
A munkástanács elnöke Jakob Marsak volt, akkor még csak 19 éves tanuló volt.

## Fordítás
Ez a szócikk részben vagy egészben  a   Terek Soviet Republic című angol Wikipédia-szócikk ezen változatának fordításán alapul.  Az eredeti cikk szerkesztőit annak laptörténete sorolja fel. Ez a jelzés csupán a megfogalmazás eredetét és a szerzői jogokat jelzi, nem szolgál a cikkben szereplő információk forrásmegjelöléseként.